# Камден (округ, Северная Каролина)
Округ Камден (англ. Camden County) располагается в штате Северная Каролина, США. Официально образован в 1777 году. По состоянию на 2010 год, численность населения составляла 9980 человек.

## География
По данным Бюро переписи США, общая площадь округа равняется 792,541 км2, из которых 624,191 км2 суша и 168,350 км2 или 21,27 % это водоёмы.

## Население
По данным переписи населения 2010 года в округе проживает 9 980 жителей в составе 2 662 домашних хозяйств и 2 023 семей. Плотность населения составляет 11,00 человек на км2. На территории округа насчитывается 2 973 жилых строений, при плотности застройки около 5,00-ти строений на км2. Расовый состав населения: белые — 82,10 %, афроамериканцы — 13,20 %, коренные американцы (индейцы) — 0,30 %, азиаты — 1,50 %, гавайцы — 0,10 %, представители других рас — 0,70 %, представители двух или более рас — 2,10 %. Испаноязычные составляли 2,20 % населения независимо от расы.
В составе 31,60 % из общего числа домашних хозяйств проживают дети в возрасте до 18 лет, 62,20 % домашних хозяйств представляют собой супружеские пары проживающие вместе, 9,40 % домашних хозяйств представляют собой одиноких женщин без супруга, 24,00 % домашних хозяйств не имеют отношения к семьям, 20,70 % домашних хозяйств состоят из одного человека, 9,50 % домашних хозяйств состоят из престарелых (65 лет и старше), проживающих в одиночестве. Средний размер домашних хозяйств составляет 2,58 человека, и средний размер семьи 2,97 человека.
Возрастной состав округа: 24,50 % моложе 18 лет, 6,30 % от 18 до 24, 30,50 % от 25 до 44, 25,20 % от 45 до 64 и 25,20 % от 65 и старше. Средний возраст жителя округа 39 лет. На каждые 100 женщин приходится 98,40 мужчин. На каждые 100 женщин старше 18 лет приходится 96,90 мужчин.
Средний доход на домохозяйство в округе составлял 39 493 USD, на семью — 45 387 USD. Среднестатистический заработок мужчины был 36 274 USD против 24 875 USD для женщины. Доход на душу населения составлял 18 681 USD. Около 0,00 % семей и 0,00 % общего населения находились ниже черты бедности, в том числе — 0,00 % молодёжи (тех, кому ещё не исполнилось 18 лет) и 0,00 % тех, кому было уже больше 65 лет.